# Pori

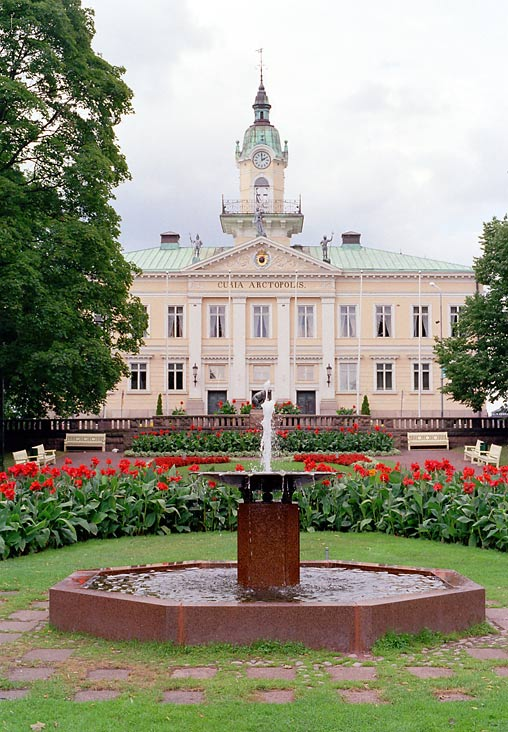
Ratusz

Pori (szw. Björneborg) – miasto położone w południowo-zachodniej Finlandii, u ujścia rzeki Kokemäenjoki do Zatoki Botnickiej. Położone w prowincji Finlandia Zachodnia. Główne miasto regionu Satakunta. Port morski. Miejsce corocznego międzynarodowego festiwalu jazzowego Pori Jazz.

## Historia
Od X wieku u ujścia rzeki Kokemäenjoki rozwijała się osada, która stała się lokalnym ośrodkiem handlowym. Obecne Pori zostało założone przez Jana III Wazę (fiń. Juhana Herttua lub Juhana III) w roku 1558. Rozwój zawdzięcza położeniu poniżej miasta Ulvila, dzięki czemu mogło przejąć funkcje handlowe pełnione przez tę osadę. Przez port importowane były towary do północnej Finlandii, głównie: przyprawy, wino i tkaniny. W XVII wieku wojny prowadzone przez Szwecję doprowadziły do załamania handlu, co odbiło się na rozwoju miasta. W 1765 roku przywrócono miastu prawo do prowadzenia handlu zagranicznego. W 1809 roku Finlandia stała się częścią Imperium Rosyjskiego, jednak nie odbiło się to negatywnie na relacjach handlowych miasta. Dynamicznie rozwijał się przemysł drzewny. W 1895 roku ukończono budowę linii kolejowej do Tampere. Miasto rozwijało się także jako ośrodek kultury, wydawano kilka gazet, powstała biblioteka i muzeum.

## Gospodarka
W mieście rozwinął się przemysł drzewny, celulozowo-papierniczy, stoczniowy, maszynowy, bawełniany oraz hutniczy.

## Polityka
W mieście największym poparciem cieszy się Socjaldemokratyczna Partia Finlandii (SDP). W wyborach w 2004 roku partia ta zdobyła 32,4% poparcia. Burmistrz Aino-Maija Luukkonen również jest członkiem SDP.

## Sport
- Porin Ässät - klub hokejowy
- Jazz Pori - klub piłkarski

## Transport
Odległości do największych miast Finlandii:

- Rauma: 46 km
- Tampere: 115 km
- Turku: 138 km
- Vaasa: 193 km
- Lahti: 239 km
- Helsinki: 242 km
- Jyväskylä: 262 km
- Lappeenranta: 386 km
- Kuopio: 404 km
- Joensuu: 507 km
- Oulu: 511 km
- Rovaniemi: 734 km

Lotnisko w Pori posiada regularne połączenie jedynie z Helsinkami, obsługiwane przez linie Finncomm Airlines.
W mieście znajduje się też jedna stacja kolejowa.

## Miasta partnerskie
- Bremerhaven (Niemcy)
- Eger (Węgry)
- Kołobrzeg (Polska)
- Mâcon (Francja)
- Porsgrunn (Norwegia)
- Ryga (Łotwa)
- Stralsund (Niemcy)
- Sundsvall (Szwecja)
- Sønderborg (Dania)